# Bataille de Beth Zur
 (septembre 2019).
Si vous disposez d'ouvrages ou d'articles de référence ou si vous connaissez des sites web de qualité traitant du thème abordé ici, merci de compléter l'article en donnant les références utiles à sa vérifiabilité et en les liant à la section « Notes et références ».
La bataille de Beth Zur s'est déroulée en  164 av. J.-C. dans la région de Hébron, dans l'actuelle Cisjordanie, entre les Juifs révoltés pour leur liberté et l'armée séleucide commandée par le général Lysias.

## Déroulement de la bataille
L'armée de Lysias marche vers Hébron en suivant la plaine côtière pour éviter les monts de Judée dont le terrain se prête mal à la manœuvre de son infanterie lourde. Judas Maccabée et son armée suivent pour leur part une route parallèle depuis le sud.
Judas cherche un terrain favorable à son armée pour attaquer les Séleucides en ordre de marche, et où leur supériorité numérique ne jouerait pas. Il choisit la zone ravinée de Beth Zur. Judas divise son armée en quatre groupes, l'un de 3 000 hommes, deux autres de 1 000 hommes et le dernier de 5 000 hommes qu'il place en réserve. Les Séleucides marchent vers le nord en passant par un étroit défilé.
Au moment où les éléments de tête séleucides sortent du défilé, l'unité de 3 000 hommes de Judas sort de la cachette où elle était en embuscade et attaque le flanc gauche de la colonne. L'attaque sème le désordre dans la tête de colonne séleucide. L'unité juive continue son attaque en rejetant la tête de colonne séleucide sur le deuxième échelon de la colonne. Les deuxième et troisième groupes juifs attaquent alors sur le flanc droit des Séleucides. Les troupes de Lysias enserrées dans l'étroit défilé où elles se trouvent sont prises de panique et ont commencé à s'enfuir. Les fuyards regagnent leur camp où se trouvaient encore 8 000 soldats. Le camp devait être attaqué par la réserve juive de 5 000 hommes, mais les troupes du camp se débandèrent avant même que l'attaque n'ait lieu.
Lysias se replia avec les troupes qui lui restaient vers Antioche. Judas ne suivit pas l'armée vaincue, car il ne voulait pas être entraîné en territoire hostile. Les pertes juives sont négligeables, mais Lysias perd environ 5 000 hommes.